# Antoni Carbonell i Rovira
Antoni Carbonell i Rovira (Figueres, 11 de juny de 1945) és un exfutbolista català de les dècades de 1960 i 1970.

## Trajectòria
Començà la seva carrera a la UE Figueres, passant al CF Badalona la temporada 1965-1966, cedit per l'Espanyol. L'any 1966 passà a formar part del primer equip del RCD Espanyol, però hagué de realitzar el servei militar. La temporada 1966-67 fou cedit al CE Mataró i la temporada 1967-68 fou cedit al CE Europa i del 1969 al 1971 a la UE Sant Andreu. Amb l'Espanyol jugà un total de 75 partits de lliga, en els quals marcà 5 gols, 12 de copa i un de Copa de la UEFA. Acabà la seva carrera a l'Hèrcules CF entre 1974 i 1976. Jugà un partit enfront del País Basc a San Mamés el 21 de febrer de 1971 en homenatge a Juan Gardeazábal. El partit acabà 1 a 2.